# 透けパン
透けパン（すけパン）は、肌が透けて見えるように作られたシースルー下着で下ばきを指す。セクシーランジェリーの一種。女性用のショーツ（パンティー）を指すことが多いが、男性のブリーフなどにも存在する。

## 概要
布地が薄く、刺繍などでデザインされ、透明感を強調するショーツである。同じく透明感を強調したブラジャーやキャミソールなどの下着と統一あるいは組み合わせることにより、より爽快感を出したり、セクシー感を強調することができる。白、黒、赤、ピンクなど様々な色彩が選択可能である。
着用すると透明な見た目から受ける印象よりも暖かく感じられる。普通の下着と比べると透明感を出すために布地が薄く、薄い布地で強度を増すために硬い繊維を使っていたりするので、着用感やお手入れの点で日用品としての使用にはあまり向かないものと思われる。普通の下着類と比較すると価格はかなり高めであり、下着専門店や大手通販業者などで購入可能である。

### オープンショーツ
股間部分の布地にスリットが入っていて容易に開くことが可能になっているショーツをオープンショーツという。普通の男性用ブリーフもその構造ではあるが、通常、オープンショーツは透明感の高い布地を用いているので、透けパンの一種といえる。また、股間部分の布地を切り欠いて、ショーツ着用時にも股間が露出するようにしたものもある。

### 水着
競泳用ではなく、ファッション目的のシースルー水着が存在する。着用時に不透明でも水に浸かると透明感が出るものや、着用時から透明感が高いものまで様々である。元々外国のビーチでの使用を前提に発展してきたが、日本の海水浴場やプールなどでもまれに見かけるようになったきた。

## グラビアにおける透けパン
女性モデルを用いたグラビア写真では、性的好奇心を喚起する目的でしばしば透けパンの着用がみられる。
このようなグラビアでは通常、上に示したようなアダルト系の透けパンは使用しない。代わりに用いられるのはシンプルな白いショーツで、股間部分に股布（裏地）が備えられていないものである。撮影時には最初からこの条件を満たしたものを調達することもあれば、既製品から股布を取り去るなどの方法で自作されることもある。
この手法は、1970年代末に「ビニ本」と呼ばれるポルノ写真本で考案された。ビニ本では、当時直接的な描写が法的に禁じられていた陰毛や性器を間接的に掲載する手段として利用され、一時は大きなブームになった。しかしその後はショーツよりも透けが大きいパンティストッキングや濡れティッシュなどが用いられるようになりしばしば摘発を受け、最終的には性器であっても直接掲載する「裏本」の台頭により終焉を迎えた。なお、1990年代初頭にはヘアヌードの解禁がなされたため陰毛については一般流通書籍でも直接描写が可能になっており、この目的においては役目を終えたといっていい。
透けパンは1990年代中頃に「お菓子系雑誌」と呼ばれるブルセラ系グラビア雑誌により再び隆盛している。ビニ本における透けパンはより直接的な描写を求られた結果の産物であったが、お菓子系雑誌では逆にマイルドで控えめな陰毛表現として透けパンを利用した。ヌードをNG条項としているモデルでも「透けパン」撮影は多くが行い、この中には18歳未満でかつ人気のあるモデルも珍しくなかった。なお、児童買春、児童ポルノに係る行為等の処罰及び児童の保護等に関する法律施行後のグラビアでは基本的に18歳以上のモデルのみが着用している。